# That I Would Be Good
That I Would Be Good is een nummer van de Canadese zangeres Alanis Morissette uit 1999. Het nummer is een ballad en verscheen als de vijfde en laatste single van haar vierde studioalbum Supposed Former Infatuation Junkie. Een akoestische versie van het nummer verscheen als eerste single van haar livealbum MTV Unplugged.
Morissette kreeg de inspiratie voor het nummer toen ze mediteerde en zichzelf afvroeg wat ze precies wilde. De akoestische versie van het nummer werd een klein succesje in Nederland. Het haalde de 3e positie in de Tipparade.